# Kommunalwahlen in Rheinland-Pfalz 2014
Am 25. Mai 2014 fanden die Kommunalwahlen in Rheinland-Pfalz 2014 statt. Es wurden Stadt- und Gemeinderäte, Verbandsgemeinderäte und Kreistage sowie im Bezirksverband Pfalz der Bezirkstag gewählt. In Städten und Gemeinden, in denen Ortsbezirke gebildet sind, wurden auch die Ortsbeiräte und Ortsvorsteher gewählt. In verbandsangehörigen Städten und Gemeinden wurden gleichzeitig die Stadt- bzw. Ortsbürgermeister direkt gewählt, wobei die eventuell erforderlichen Stichwahlen für den 8. Juni vorgesehen sind. Am selben Tag wurde auch die Wahl zum Europaparlament durchgeführt. Parallel fanden in Baden-Württemberg, Brandenburg, Hamburg, Nordrhein-Westfalen, Mecklenburg-Vorpommern, dem Saarland, Sachsen, Sachsen-Anhalt und Thüringen ebenfalls Kommunalwahlen statt. Die Wahlbeteiligung war mit 55,5 % im Vergleich zu 55,1 % bei den Kommunalwahlen in Rheinland-Pfalz 2009 stabil geblieben.

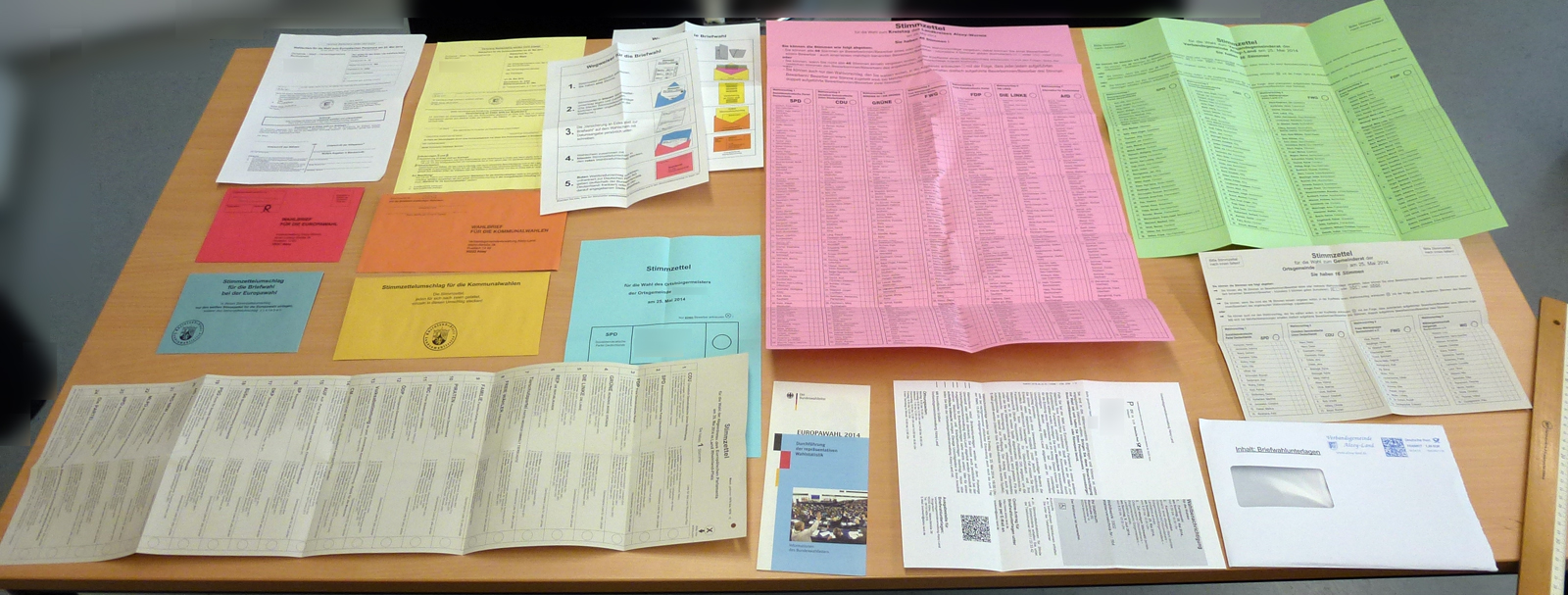
Briefwahlunterlagen für die Europawahl 2014 sowie die Kommunalwahl in Rheinland-Pfalz. Rosastimmzettel: Kreistag; Grün: VG-Rat; Grau: Ortsgemeinderat; Blau: Ortsbürgermeisterwahl; länglicher Grauer Stimmzettel: Europawahl.

## Rechtliches
Staatsangehörige eines Mitgliedstaates der Europäischen Union waren zu den kommunalen Vertretungskörperschaften (Ortsbeirat, Gemeinde-/Stadtrat, Verbandsgemeinderat, Kreistag) sowie zu den Wahlen der Ortsvorsteher, Bürgermeister und Landräte wahlberechtigt. Voraussetzungen dafür waren, dass am Tag der Wahl das 18. Lebensjahr vollendet wurde, dass seit mindestens drei Monaten vor der Wahl der Hauptwohnsitz im Wahlgebiet lag und dass die Person in der Bundesrepublik Deutschland nicht vom Wahlrecht ausgeschlossen war. Insgesamt waren 3.232.565 Menschen zu den Kommunalwahlen in Rheinland-Pfalz wahlberechtigt.
Die Wählbarkeit bestand, wenn eine die genannten Bedingungen erfüllende Person in der Bundesrepublik Deutschland nicht vom Wahlrecht oder der Wählbarkeit und in ihrem Herkunftsland nicht von der Wählbarkeit ausgeschlossen war. Insgesamt 78.020 Personen traten zu den Kommunalwahlen an.

## Ausgangslage
Bei den Kommunalwahlen 2009 erhielt die CDU mit 37,7 % den höchsten Stimmenanteil. Ihr folgten die SPD mit 29,5 %, die FDP mit 9,0 %, die Grünen mit 8,1 % und Die Linke mit 2,7 %.
Im Landtag von Rheinland-Pfalz regierte seit 2011 eine Koalition aus SPD und Grünen, die CDU lag nur etwa 8.000 Stimmen hinter der SPD. Andere Parteien scheiterten an der Fünf-Prozent-Hürde.

## Wahlsystem
Bei den Kommunalwahlen in Rheinland-Pfalz haben die Wahlberechtigten für jede Vertretungskörperschaft, d. h. für jeden Gemeinderat, Kreistag etc., so viele Stimmen, wie es Sitze in der jeweiligen Vertretungskörperschaft gibt. Für die Stadträte in den beiden größten Städten des Landes, Mainz und Ludwigshafen am Rhein, sind dies 60 Sitze und damit auch 60 Stimmen. Diese Stimmen dürfen kumuliert und panaschiert werden. Kumulieren bedeutet, dass jeder Person in einem Wahlvorschlag bis zu drei Stimmen gegeben werden können. Panaschieren bedeutet, dass Personen auf verschiedenen Wahlvorschlägen Stimmen von demselben Wähler erhalten können. Zudem gibt es die Möglichkeit, ein Listenkreuz abzugeben. Mit einem Listenkreuz werden den auf der jeweiligen Liste aufgeführten Personen in der Reihenfolge ihrer Benennung die ggf. nach Kumulieren und Panaschieren noch verbliebenen Stimmen zugeteilt. Eine zweifach oder dreifach benannte Person erhält dabei zuerst zwei bzw. drei Stimmen, bevor die nachfolgend benannte Person die erste Stimme erhält. Es konnten auch Personen auf dem Stimmzettel durchgestrichen werden, diese erhielten dann beim gesetzten Listenkreuz keine Stimme.

## Wahlteilnahme
Parteien und Wählervereinigungen, die nicht im Landtag oder in der jeweiligen Vertretungskörperschaft seit deren letzter Wahl ununterbrochen mit einem eigenen Wahlvorschlag vertreten waren, müssen Unterstützungsunterschriften von Wahlberechtigten aus dem jeweiligen Gebiet sammeln. Dies sind für einen Wahlvorschlag bis zu 250 Unterschriften. Für Gemeinden unter 500 Einwohnern müssen keine Unterschriften gesammelt werden. Parteien und Wählervereinigungen, die in einem Kreistag vertreten sind, müssen keine Unterschriften für Wahlvorschläge zu den Verbandsgemeinderäten und Gemeinderäten desselben Landkreises sammeln.

## Direktwahlen
Neben den ehrenamtlichen Ortsbürgermeistern und Ortsvorstehern werden noch einige weitere teils hauptamtliche Oberhäupter neu gewählt. Dies sind:
- die Landräte des Landkreises Altenkirchen (Westerwald) und des Rhein-Lahn-Kreises
- der Oberbürgermeister/die Oberbürgermeisterin der großen Kreisstadt Bad Kreuznach
- die Bürgermeister der verbandsfreien Städte Alzey, Bendorf und Kirn sowie der verbandsfreien Gemeinde Budenheim
- die Bürgermeister von 32 Verbandsgemeinden

Die Bürgermeisterneuwahlen werden teilweise durch die laufende Gebietsreform notwendig. Zum 1. Juli werden mehrere Neugliederungsgesetze wirksam, durch die verschiedene Verbandsgemeinden aufgelöst, vergrößert oder neu gebildet werden. Auch die Stadt Bad Kreuznach (Vergrößerung) sowie der Landkreis Cochem-Zell und der Rhein-Hunsrück-Kreis (Wechsel der Kreiszugehörigkeit dreier Gemeinden) sind davon betroffen.

## Wahlergebnis
Die drei im Landtag vertretenen Parteien CDU, SPD und Grünen sowie Die Linke verzeichneten jeweils gegenüber 2009 leichte Gewinne; für Grüne und Linke war das Ergebnis ein historischer Bestwert. Die FDP hingegen verlor mehr als die Hälfte ihres Stimmenanteils. Den größten Zugewinn verzeichnete die erstmals angetretene Alternative für Deutschland. Auch die Piratenpartei trat erstmals in mehreren Städten und Landkreisen sowie einer Verbandsgemeinde an und erreichte landesweit 0,4 % der Stimmen. Von den anderen Parteien mussten die Republikaner den größten Verlust hinnehmen, sie fielen von 0,9 auf 0,2 %. Auch NPD und ÖDP spielten mit jeweils 0,2 % kaum eine Rolle.

## Änderungen des Wahlgesetzes
Der Landtag beschloss am 8. Mai 2013 das Sechzehnte Gesetz zur Änderung des Kommunalwahlgesetzes (KWG) und darauf aufbauend erließ das Innenministerium eine neue Kommunalwahlordnung (KWO). Diese beinhalteten diese wesentlichen Änderungen:
- Parteien und Wählervereinigungen müssen erstmals auf ihren Aufstellungsversammlungen zu Wahlvorschlägen der kommunalen Vertretungskörperschaften namentliche Anwesenheitslisten aller stimmberechtigt Teilnehmenden führen, auf diesen Listen ist auch das Geschlecht dieser Personen zu erfassen.[5]
- Parteien und Wählervereinigungen werden durch § 15 Abs. (4) KWG aufgefordert, bei ihren Wahlvorschlägen Geschlechterparität anzustreben.[4]
- Auch die für die Parteien und Wählervereinigungen auf den Aufstellungsversammlungen kandidierenden und die schließlich auf die Wahlvorschläge Gewählten müssen nach § 25 Abs. (1) 2. KWO in den Niederschriften und auf den Bescheinigungen der Wählbarkeit ihr Geschlecht angeben.[6]
- Auf den Stimmzetteln werden nach § 24 Abs. (5) KWG die Anteile der Geschlechter in der zu wählenden Vertretungskörperschaft abgedruckt.[7]
- § 29 Abs. (2) KWG schreibt vor, dass auch der Geschlechteranteil unter den aussichtsreichen Plätzen der Wahlvorschläge und Artikel 3 Abs. (2) Satz 1 des Grundgesetzes abgedruckt wird. Als aussichtsreiche Plätze gelten jeweils die ersten bis zu der Zahl, die der Hälfte der Sitze in der Vertretungskörperschaft entspricht.

## Kritik am Wahlgesetz
An den oben genannten Änderungen des Wahlgesetzes wurde bereits früh Kritik geübt und es wurden Klagen dem Verfassungsgerichtshof des Landes Rheinland-Pfalz vorgelegt. Kritisiert wurde dabei von einem Einzelkläger, dass mit den Angaben zu den Geschlechteranteilen männliche Wahlbewerber benachteiligt würden. Die Klageschrift der Piratenpartei Rheinland-Pfalz kritisiert dagegen, dass mit der Neugestaltung der Stimmzettel auf ebendiesem Wahlkampf betrieben und damit eine verfassungswidrige Beeinflussung der Wahlberechtigten vollzogen würde. Außerdem dass mit der Beschränkung der Erfassung von männlichen und weiblichen Geschlechtsmerkmalen Intersexuelle und transidente Menschen diskriminiert und dazu gezwungen würden, sich in das traditionelle Geschlechtersystem einordnen zu müssen. Weiterhin kritisieren die PIRATEN, dass Menschen durch die erzwungene Geschlechtsangabe in den amtlichen Formularen auch von der Teilnahme an Aufstellungsversammlungen und somit am demokratischen Willensbildungsprozess abgeschreckt werden würden. Auch der Verfassungsrechtler Hans-Werner Laubinger bezeichnete das neue Kommunalwahlgesetz als verfassungswidrig.
In der Stellungnahme der Landesregierung zur Verfassungsklage der Piratenpartei und dreier weiterer Personen wurde sogar ausdrücklich darauf hingewiesen, dass eine staatliche Beeinflussung der Wahl angestrebt wird. Dabei wurde dies jedoch durch den Auftrag der Landesverfassung in Artikel 17, Absatz 3 Satz 2 gerechtfertigt:

„Das Gebot Geschlechterparität bei Kommunalwahlen anzustreben, ist Ausfluss des Verfassungsauftrags, die tatsächliche Gleichberechtigung von Frauen und Männern zu fördern. […] § 15 Abs. 4 KWG überträgt ihn [den Verfassungsauftrag] nunmehr auf Parteien und Wählergruppen […]. Damit ist eine Einflussnahme von staatlicher Seite auf das Aufstellungsverfahren der Bewerberinnen und Bewerber bei Kommunalwahlen bezweckt. (S. 16)“

Die Landesregierung begründet auch die Einschränkung des Grundrechts auf informationelle Selbstbestimmung von transidenten Personen in Form der Veröffentlichung der Geschlechtszuordnung auf den Stimmzetteln durch ein Überwiegen des Interesses der Allgemeinheit:

„Die Bestimmung […], wonach auf dem Stimmzettel auch das Geschlecht der Bewerber anzugeben ist, verletzt den Beschwerdeführer zu 4 nicht in dem Grundrecht auf informationelle Selbstbestimmung aus Artikel 4a LV. […] Das Grundrecht kann gemäß Artikel 4a Abs. 2 durch Gesetz oder aufgrund eines Gesetzes eingeschränkt werden, soweit überwiegende Interessen der Allgemeinheit es erfordern. (S. 25)“

Am 4. April 2014 erließ der Verfassungsgerichtshof Rheinland-Pfalz eine einstweilige Anordnung. Durch diese wurde veranlasst, dass die in der Verfassungsbeschwerde beklagte Änderung am Kommunalwahlgesetz bezüglich der Aufdrucke geschlechterparitätsbezogener Angaben auf den Stimmzetteln nicht umgesetzt wird. Aus der Pressemitteilung des Verfassungsgerichtshofs:

„Es sprächen – vorbehaltlich einer abschließenden Prüfung im Hauptverfahren – erhebliche Gründe dafür, dass die Vorschriften verfassungswidrig seien, weil sie den Grundsatz der Freiheit der Wahl verletzten.“

Weitergehende Anträge wie die gesetzliche Aufforderung an die Parteien und Wählergruppen, bei der Aufstellung der Wahlvorschläge Geschlechterparität anzustreben, wurden abgelehnt. Dieser Umstand führte dazu, dass die kritisierten Geschlechtsangaben jedoch in den amtlichen Wahlbekanntmachungen veröffentlicht wurden. Dabei wurden beispielsweise im Mainzer Amtsblatt (S. 37) im Wahlvorschlag der Piratenpartei zwei Intersexuellen/Transgendern vom Wahlleiter das Geschlecht „männlich“ zugewiesen. Diese beiden wurden zudem auch aus der Tabelle mit den zahlenmäßigen Angaben über die Liste herausgerechnet, weswegen in der Tabelle eine Gesamtanzahl von 15 Personen angegeben wird, obwohl nachführend 17 Personen genannt werden. Die Piratenpartei forderte laut der Mainzer Ausgabe der Allgemeinen Zeitung vom 30. April 2014 eine umgehende Richtigstellung.
Am 13. Juni 2014 verkündete der Verfassungsgerichtshof Rheinland-Pfalz sein Urteil in der Hauptsache der Verfassungsbeschwerde gegen die Änderungen am Kommunalwahlgesetz.

„Zur Begründung führte der Verfassungsgerichtshof im Wesentlichen aus, die genannten Vorschriften über die Gestaltung der Stimmzettel seien verfassungswidrig, weil sie den Grundsatz der Freiheit der Wahl verletzten. Er halte auch nach nochmaliger Befassung an den hierzu in der Eilentscheidung bereits dargelegten verfassungsrechtlichen Maßstäben und der Auffassung fest, dass in den Vorgaben zur Gestaltung des Stimmzettels eine unzulässige staatliche Einwirkung auf den Inhalt der Wahlentscheidung im Zeitpunkt der Stimmabgabe und damit eine unzulässige Einschränkung des Grundsatzes der Freiheit der Wahl liege.“

Demnach sind die von der rot-grünen Koalitionsmehrheit im Landtag beschlossenen Aufdrucke auf den Stimmzetteln zu Kommunalwahlen in Rheinland-Pfalz vom Verfassungsgerichtshof als nicht mit den Grundsätzen der Freiheit der Wahl vereinbar erklärt worden. Damit wurde auch die Entscheidung in der einstweiligen Anordnung vom 4. April 2014 bestätigt, welche bereits die entsprechenden Aufdrucke bei den Kommunalwahlen am 25. Mai 2014 untersagte.
Am 31. Oktober 2014 gab der Verfassungsgerichtshof bekannt, dass es am 15. Dezember 2014 zu einer mündlichen Verhandlung bezüglich der paritätsbezogenen Angaben in den Niederschriften zu den Wahlvorschlägen kommen wird.